# Darantasia pervittata
Darantasia pervittata är en fjärilsart som beskrevs av George Francis Hampson 1903. Darantasia pervittata ingår i släktet Darantasia och familjen björnspinnare. Inga underarter finns listade i Catalogue of Life.